# José María Yanguas Sanz
José María Yanguas Sanz (Alberite, 26 ottobre 1947) è un vescovo cattolico spagnolo, dal 23 dicembre 2005 vescovo di Cuenca.

## Biografia
José María Yanguas Sanz è nato ad Alberite il 26 ottobre 1947.

### Formazione e ministero sacerdotale
Ha compiuto gli studi ecclesiastici nel seminario di Calahorra e studi superiori di filosofia dal 1972 al 1974 e di teologia dal 1974 al 1978 nella sede di Pamplona dell'Università di Navarra. Nel 1978 ha conseguito il dottorato in teologia e nel 1991 in filosofia.
Il 19 giugno 1972 è stato ordinato presbitero per la diocesi di Calahorra e La Calzada-Logroño a Logroño. In seguito è stato cappellano e professore di teologia per gli studenti di diverse Facoltà civili dell'Università di Navarra dal 1972 al 1978 e dal 1980 al 1986, segretario del Dipartimento di teologia per gli universitari dal 1976 al 1978, professore di teologia dogmatica dal 1976 al 1981, cappellano militare dal 1978 al 1980, professore di etica e di teologia morale dal 1981 al 1989, membro del comitato di direzione della rivista Scripta Theologica dal 1982 al 1986, direttore d'investigazione della Facoltà di teologia dell'Università di Navarra e professore associato di etica presso la Facoltà ecclesiastica di filosofia dal 1988 al 1989. Ha esercitato il ministero pastorale come collaboratore pastorale nella parrocchia di San Nicola a Pamplona durante l'anno accademico e in diverse parrocchie nei dintorni di Logroño durante le vacanze estive dal 1971 al 1989.
Nel 1989 si è trasferito a Roma, dove ha prestato servizio come aiutante di studio e poi capo ufficio dal 6 ottobre 2001 della Congregazione per i vescovi fino al 2005 e come professore invitato presso la Pontificia Università della Santa Croce dal 1990 al 2005. È stato anche cappellano delle Suore della Sacra Famiglia di Spoleto e collaboratore pastorale nella parrocchia di Santa Maria Madre della Divina Provvidenza a Roma dal 1990 al 2005.
Il 20 aprile 2001 è stato nominato prelato d'onore di Sua Santità.

### Ministero episcopale
Il 23 dicembre 2005 papa Benedetto XVI lo ha nominato vescovo di Cuenca. Ha ricevuto l'ordinazione episcopale il 25 febbraio successivo dall'arcivescovo metropolita di Valencia Antonio Cañizares Llovera, co-consacranti l'arcivescovo Francesco Monterisi, segretario della Congregazione per i vescovi, e il vescovo di Jaén Ramón del Hoyo López.
Nel marzo del 2014 ha compiuto la visita ad limina.
In seno alla Conferenza episcopale spagnola è membro del consiglio per gli affari giuridici dal marzo del 2020. In precedenza è stato membro della commissione per la dottrina della fede dal 2005 al 2008 e dal 2017 al 2020 e della commissione per i seminari e le università dal 2008.
È autore di numerose pubblicazioni, specialmente di tema morale.

## Opere
- Pneumatología de San Basilio. La divinidad del Espíritu Santo y su consustancialidad con el Padrey el Hijo, Eunsa, Pamplona, 1983;
- Constitutionis Pastoralis Gaudium et Spes sinopsis histórica: De Ecclesia et vocatione hominis, Pamplona, 1985;
- La intención fundamental. El pensamiento de Dietrich von Hildebrand: contribución al estudio de un concepto moral clave, Barcellona, 1994.

## Genealogia episcopale
La genealogia episcopale è:
- Cardinale Scipione Rebiba
- Cardinale Giulio Antonio Santori
- Cardinale Girolamo Bernerio, O.P.
- Arcivescovo Galeazzo Sanvitale
- Cardinale Ludovico Ludovisi
- Cardinale Luigi Caetani
- Cardinale Ulderico Carpegna
- Cardinale Paluzzo Paluzzi Altieri degli Albertoni
- Papa Benedetto XIII
- Papa Benedetto XIV
- Papa Clemente XIII
- Cardinale Giovanni Francesco Albani
- Cardinale Carlo Rezzonico
- Cardinale Antonio Dugnani
- Arcivescovo Jean-Charles de Coucy
- Cardinale Gustave-Maximilien-Juste de Croÿ-Solre
- Vescovo Charles-Auguste-Marie-Joseph Forbin-Janson
- Cardinale François-Auguste-Ferdinand Donnet
- Vescovo Charles-Emile Freppel
- Cardinale Louis-Henri-Joseph Luçon
- Cardinale Charles-Henri-Joseph Binet
- Cardinale Maurice Feltin
- Cardinale Jean-Marie Villot
- Arcivescovo Mario Tagliaferri
- Cardinale Antonio Cañizares Llovera
- Vescovo José María Yanguas Sanz